# 貝賈亞區
36°45′09″N 5°04′16″E / 36.75250°N 5.07111°E

貝賈亞區（阿拉伯语：‎），是阿爾及利亞的行政區，位於該國北部，由貝賈亞省負責管轄，首府設於貝賈亞，面積168平方公里，2008年人口197,333人，人口密度每平方公里1,174人。